# Dixième circonscription de la Gironde
La dixième circonscription de la Gironde est l'une des douze circonscriptions législatives françaises que compte le département de la Gironde (33) situé en région Nouvelle-Aquitaine.

## Description géographique et démographique

### De 1958 à 1986
Le département avait dix circonscriptions.
La dixième circonscription de la Gironde était composée de :
- canton de Blaye-et-Sainte-Luce
- canton de Bourg
- canton de Fronsac
- canton de Guîtres
- canton de Saint-André-de-Cubzac
- canton de Saint-Ciers-sur-Gironde
- canton de Saint-Savin

Source : Journal Officiel du 13-14 Octobre 1958.

### Depuis 1988
La dixième circonscription de la Gironde est délimitée par le découpage électoral de la loi no 86-1197 du 24 novembre 1986
, elle regroupe les divisions administratives suivantes : cantons de Branne, Castillon-la-Bataille, Fronsac, Libourne, Lussac, Pellegrue, Pujols, Sainte-Foy-la-Grande.
Depuis le redécoupage des cantons de 2014, les circonscriptions législatives ne sont plus composées de cantons entiers mais continuent à être définies selon les limites cantonales en vigueur en 2010 (date du dernier redécoupage des circonscriptions). La dixième circonscription de la Gironde est ainsi composée des cantons actuels suivants :
- Canton des Coteaux de Dordogne
- Canton du Libournais-Fronsadais
- Canton du Nord-Libournais (13 communes uniquement : Francs, Gours, Les Artigues-de-Lussac, Lussac, Montagne, Néac, Petit-Palais-et-Cornemps, Puisseguin, Puynormand, Saint-Christophe-des-Bardes, Saint-Cibard, Saint-Sauveur-de-Puynormand et Tayac)
- Canton du Réolais et des Bastides (13 communes uniquement : Caplong, Eynesse, La Roquille, Les Lèves-et-Thoumeyragues, Ligueux, Margueron, Pineuilh, Riocaud, Saint-André-et-Appelles, Saint-Avit-de-Soulège, Saint-Avit-Saint-Nazaire, Saint-Quentin-de-Caplong et Saint-Philippe-du-Seignal)
- Canton de Nord-Gironde (communes de Périssac et de Saint-Genès-de-Fronsac uniquement)

D'après le recensement de la population de 2019, réalisé par l'Institut national de la statistique et des études économiques (INSEE), la population totale de cette circonscription est estimée à 114 302 habitants,.

## Historique des députations
| Législature | Début de mandat | Fin de mandat  | Député              | Parti politique | Observations                                                                           |
| ----------- | --------------- | -------------- | ------------------- | --------------- | -------------------------------------------------------------------------------------- |
| IXe         | 23 juin 1988    | 1er avril 1993 | Gilbert Mitterrand  | PS              |                                                                                        |
| Xe          | 2 avril 1993    | 21 avril 1997  | Jean-Claude Bireau, | RPR,            | Mandat écourté à la suite d'une dissolution parlementaire décidée par Jacques Chirac.  |
| XIe         | 12 juin 1997    | 18 juin 2002   | Gilbert Mitterrand  | PS              |                                                                                        |
| XIIe        | 19 juin 2002    | 19 juin 2007   | Jean-Paul Garraud,  | UMP,            |                                                                                        |
| XIIIe       | 20 juin 2007    | 19 juin 2012   | Jean-Paul Garraud   | UMP             |                                                                                        |
| XIVe        | 20 juin 2012    | 20 juin 2017   | Florent Boudié      | PS              |                                                                                        |
| XVe         | 21 juin 2017    | 21 juin 2022   | Florent Boudié      | LREM            |                                                                                        |
| XVIe        | 22 juin 2022    | 9 juin 2024    | Florent Boudié      | LREM            | Mandat écourté à la suite d'une dissolution parlementaire décidée par Emmanuel Macron. |
| XVIIe       | 8 juillet 2024  | En cours       | Florent Boudié      | Renaissance     |                                                                                        |

## Historique des élections

### Élections de 1958
| Candidat       | Candidat            | Parti          | Premier tour | Premier tour | Second tour | Second tour |  |
| Candidat       | Candidat            | Parti          | Voix         | %            | Voix        | %           |  |
| -------------- | ------------------- | -------------- | ------------ | ------------ | ----------- | ----------- |  |
|                | Gérard Deliaune élu | UNR            | 12 109       | 35,35        | 18 505      | 54,67       |  |
|                | Roland Puyoou       | CNIP           | 9 661        | 28,2         | 9 016       | 26,64       |  |
|                | René Thorp          | Radsoc         | 5 583        | 16,3         | 3 987       | 11,78       |  |
|                | Albert Davoust      | UFF            | 4 124        | 12,04        | Retrait     | Retrait     |  |
|                | Marcel Delisle      | PCF            | 2 776        | 8,1          | 2 340       | 6,91        |  |
|                |                     |                |              |              |             |             |  |
| Inscrits       | Inscrits            | Inscrits       | 47 710       | 100,00       | 47 639      | 100,00      |  |
| Abstentions    | Abstentions         | Abstentions    | 12 418       | 26,03        | 13 214      | 27,74       |  |
| Votants        | Votants             | Votants        | 35 292       | 73,97        | 34 425      | 72,26       |  |
| Blancs et nuls | Blancs et nuls      | Blancs et nuls | 1 039        | 2,94         | 577         | 1,68        |  |
| Exprimés       | Exprimés            | Exprimés       | 34 253       | 97,06        | 33 848      | 98,32       |  |

Maurice Lagarde, pharmacien, conseiller municipal de Guîtres était le suppléant de Gérard Deliaune.

### Élections de 1962
| Candidat       | Candidat                      | Parti          | Premier tour | Premier tour | Second tour | Second tour |  |
| Candidat       | Candidat                      | Parti          | Voix         | %            | Voix        | %           |  |
| -------------- | ----------------------------- | -------------- | ------------ | ------------ | ----------- | ----------- |  |
|                | Gérard Deliaune sortant réélu | UNR-UDT        | 12 835       | 45           | 15 250      | 52,27       |  |
|                | Roland Puyoou                 | CNIP           | 7 448        | 26,11        | 13 925      | 47,73       |  |
|                | Pierre Bergeon                | Radsoc         | 5 247        | 18,4         | Retrait     | Retrait     |  |
|                | Jean-Paul Bugeaud             | PCF            | 2 992        | 10,49        | Retrait     | Retrait     |  |
|                |                               |                |              |              |             |             |  |
| Inscrits       | Inscrits                      | Inscrits       | 47 253       | 100,00       | 46 429      | 100,00      |  |
| Abstentions    | Abstentions                   | Abstentions    | 17 639       | 37,33        | 15 964      | 34,38       |  |
| Votants        | Votants                       | Votants        | 29 614       | 62,67        | 30 465      | 65,62       |  |
| Blancs et nuls | Blancs et nuls                | Blancs et nuls | 1 092        | 3,69         | 1 290       | 4,23        |  |
| Exprimés       | Exprimés                      | Exprimés       | 28 522       | 96,31        | 29 175      | 95,77       |  |

Robert Vironneau, instituteur, maire de Guîtres, était suppléant de Gérard Deliaune.

### Élections de 1967
| Candidat       | Candidat                | Parti          | Premier tour | Premier tour | Second tour | Second tour |  |
| Candidat       | Candidat                | Parti          | Voix         | %            | Voix        | %           |  |
| -------------- | ----------------------- | -------------- | ------------ | ------------ | ----------- | ----------- |  |
|                | Gérard Deliaune sortant | UD-Ve          | 12 980       | 36,65        | 15 253      | 43,68       |  |
|                | Jacques Maugein élu     | FGDS (CIR)     | 6 646        | 18,77        | 18 352      | 52,55       |  |
|                | Robert Penaud           | Modérés        | 6 173        | 17,43        | Retrait     | Retrait     |  |
|                | Roland Puyoou           | CD (PDM)       | 5 534        | 15,63        | 1 317       | 3,77        |  |
|                | Jean-Paul Bugeaud       | PCF            | 3 104        | 8,76         |             |             |  |
|                | Gaston Marchou          | Modérés        | 979          | 2,76         |             |             |  |
|                |                         |                |              |              |             |             |  |
| Inscrits       | Inscrits                | Inscrits       | 47 164       | 100,00       | 47 166      | 100,00      |  |
| Abstentions    | Abstentions             | Abstentions    | 10 638       | 22,56        | 10 850      | 23          |  |
| Votants        | Votants                 | Votants        | 36 526       | 77,44        | 36 316      | 77          |  |
| Blancs et nuls | Blancs et nuls          | Blancs et nuls | 1 110        | 3,04         | 1 394       | 3,84        |  |
| Exprimés       | Exprimés                | Exprimés       | 35 416       | 96,96        | 34 922      | 96,16       |  |

Jean Raboutet, viticulteur, maire de Saint-Paul-de-Blaye, était le suppléant de Jacques Maugein.

### Élections de 1968
| Candidat       | Candidat                | Parti          | Premier tour | Premier tour | Second tour | Second tour |  |
| Candidat       | Candidat                | Parti          | Voix         | %            | Voix        | %           |  |
| -------------- | ----------------------- | -------------- | ------------ | ------------ | ----------- | ----------- |  |
|                | Gérard Deliaune élu     | UDR (URP)      | 15 794       | 44,66        | 19 114      | 54,99       |  |
|                | Jacques Maugein sortant | FGDS (CIR)     | 11 096       | 31,37        | 15 647      | 45,01       |  |
|                | Roland Puyoou           | CD (PDM)       | 6 263        | 17,71        | Retrait     | Retrait     |  |
|                | Jean-Paul Bugeaud       | PCF            | 2 214        | 6,26         |             |             |  |
|                |                         |                |              |              |             |             |  |
| Inscrits       | Inscrits                | Inscrits       | 46 660       | 100,00       | 46 583      | 100,00      |  |
| Abstentions    | Abstentions             | Abstentions    | 10 603       | 22,72        | 10 843      | 23,28       |  |
| Votants        | Votants                 | Votants        | 36 057       | 77,28        | 35 740      | 76,72       |  |
| Blancs et nuls | Blancs et nuls          | Blancs et nuls | 690          | 1,91         | 979         | 2,74        |  |
| Exprimés       | Exprimés                | Exprimés       | 35 367       | 98,09        | 34 761      | 97,26       |  |

Le suppléant de Gérard Deliaune était Robert Simon, propriétaire exploitant à Saint-Gervais.

### Élections de 1973
| Candidat       | Candidat                      | Parti          | Premier tour | Premier tour | Second tour | Second tour |  |
| Candidat       | Candidat                      | Parti          | Voix         | %            | Voix        | %           |  |
| -------------- | ----------------------------- | -------------- | ------------ | ------------ | ----------- | ----------- |  |
|                | Gérard Deliaune sortant réélu | UDR (URP)      | 14 462       | 38,22        | 19 817      | 52,2        |  |
|                | Jacques Maugein               | PS (UGSD)      | 11 180       | 29,55        | 18 144      | 47,8        |  |
|                | Alain Guirriec                | CNIP           | 5 175        | 13,68        | Retrait     | Retrait     |  |
|                | Georges Bugueret              | PCF            | 3 815        | 10,08        |             |             |  |
|                | Francis Levraud               | CD (MR)        | 3 206        | 8,47         |             |             |  |
|                |                               |                |              |              |             |             |  |
| Inscrits       | Inscrits                      | Inscrits       | 48 142       | 100,00       | 48 126      | 100,00      |  |
| Abstentions    | Abstentions                   | Abstentions    | 9 465        | 19,66        | 9 077       | 18,86       |  |
| Votants        | Votants                       | Votants        | 38 677       | 80,34        | 39 049      | 81,14       |  |
| Blancs et nuls | Blancs et nuls                | Blancs et nuls | 839          | 2,17         | 1 088       | 2,79        |  |
| Exprimés       | Exprimés                      | Exprimés       | 37 838       | 97,83        | 37 961      | 97,21       |  |

Le suppléant de Gérard Deliaune était Robert Simon.

### Élections de 1978
| Candidat       | Candidat             | Parti             | Premier tour | Premier tour | Second tour | Second tour |  |
| Candidat       | Candidat             | Parti             | Voix         | %            | Voix        | %           |  |
| -------------- | -------------------- | ----------------- | ------------ | ------------ | ----------- | ----------- |  |
|                | Bernard Madrelle élu | PS                | 16 051       | 35,57        | 25 362      | 54,15       |  |
|                | Alain Guirriec       | UDF (PR)          | 9 731        | 21,57        | 21 478      | 45,85       |  |
|                | Gérard Grasilier     | RPR               | 9 395        | 20,82        | Retrait     | Retrait     |  |
|                | André Bonnemaison    | PCF               | 5 997        | 13,29        |             |             |  |
|                | Gilles Ratia         | Divers écologiste | 1 871        | 4,15         |             |             |  |
|                | Jean-Michel Forsans  | Divers (GO)       | 932          | 2,07         |             |             |  |
|                | Jean Cavignac        | LO                | 735          | 1,63         |             |             |  |
|                | Pierre Sirgue        | FN                | 409          | 0,91         |             |             |  |
|                |                      |                   |              |              |             |             |  |
| Inscrits       | Inscrits             | Inscrits          | 55 491       | 100,00       | 55 483      | 100,00      |  |
| Abstentions    | Abstentions          | Abstentions       | 9 430        | 16,99        | 7 766       | 14          |  |
| Votants        | Votants              | Votants           | 46 061       | 83,01        | 47 717      | 86          |  |
| Blancs et nuls | Blancs et nuls       | Blancs et nuls    | 940          | 2,04         | 877         | 1,84        |  |
| Exprimés       | Exprimés             | Exprimés          | 45 121       | 97,96        | 46 840      | 98,16       |  |

Le suppléant de Bernard Madrelle était Claude Broy, maire de Bayon-sur-Gironde.

### Élections de 1981
|                | Bernard Madrelle sortant réélu | PS             | 22 898 | 55,94  |  |  |  |
|                | Janick Bergeon                 | RPR (UNM)      | 9 558  | 23,35  |  |  |  |
|                | Daniel Michelet                | UDF (UNM)      | 5 382  | 13,15  |  |  |  |
|                | Armande Montion                | PCF            | 3 093  | 7,56   |  |  |  |
|                |                                |                |        |        |  |  |  |
| Inscrits       | Inscrits                       | Inscrits       | 59 032 | 100,00 |  |  |  |
| Abstentions    | Abstentions                    | Abstentions    | 17 495 | 29,64  |  |  |  |
| Votants        | Votants                        | Votants        | 41 537 | 70,36  |  |  |  |
| Blancs et nuls | Blancs et nuls                 | Blancs et nuls | 606    | 1,46   |  |  |  |
| Exprimés       | Exprimés                       | Exprimés       | 40 931 | 98,54  |  |  |  |

Le suppléant de Bernard Madrelle était Claude Broy.

### Élections de 1988
| Candidat       | Candidat                         | Parti          | Premier tour | Premier tour | Second tour | Second tour |  |
| Candidat       | Candidat                         | Parti          | Voix         | %            | Voix        | %           |  |
| -------------- | -------------------------------- | -------------- | ------------ | ------------ | ----------- | ----------- |  |
|                | Gilbert Mitterrand sortant réélu | PS             | 24 026       | 47,23        | 28 737      | 52,32       |  |
|                | Gérard César sortant             | RPR (URC)      | 21 496       | 42,26        | 26 192      | 47,68       |  |
|                | Jacques Labégorre                | FN             | 3 045        | 5,99         |             |             |  |
|                | Jean Cucurull                    | PCF            | 2 302        | 4,53         |             |             |  |
|                |                                  |                |              |              |             |             |  |
| Inscrits       | Inscrits                         | Inscrits       | 71 367       | 100,00       | 71 319      | 100,00      |  |
| Abstentions    | Abstentions                      | Abstentions    | 19 792       | 27,73        | 15 495      | 21,73       |  |
| Votants        | Votants                          | Votants        | 51 575       | 72,27        | 55 824      | 78,27       |  |
| Blancs et nuls | Blancs et nuls                   | Blancs et nuls | 706          | 1,37         | 895         | 1,6         |  |
| Exprimés       | Exprimés                         | Exprimés       | 50 869       | 98,63        | 54 929      | 98,4        |  |

Le suppléant de Gilbert Mitterrand était Noël Mamère, journaliste.

### Élections de 1993
| Candidat       | Candidat                   | Parti          | Premier tour | Premier tour | Second tour | Second tour |  |
| Candidat       | Candidat                   | Parti          | Voix         | %            | Voix        | %           |  |
| -------------- | -------------------------- | -------------- | ------------ | ------------ | ----------- | ----------- |  |
|                | Jean-Claude Bireau élu     | RPR (UPF)      | 16 261       | 33,49        | 27 842      | 54,71       |  |
|                | Gilbert Mitterrand sortant | PS (ADFP)      | 13 731       | 28,28        | 23 048      | 45,29       |  |
|                | Jacques Labégorre          | FN             | 4 885        | 10,06        |             |             |  |
|                | Jean-Louis Arcaraz         | PCF            | 2 767        | 5,69         |             |             |  |
|                | Louis-Raymond Préaud       | Divers droite  | 2 612        | 5,38         |             |             |  |
|                | Gérard Chausset            | Les Verts (EÉ) | 2 377        | 4,89         |             |             |  |
|                | Alain Dupuy                | CPNT           | 2 206        | 4,54         |             |             |  |
|                | Jean-Pierre Ladreyt        | Divers droite  | 1 450        | 2,99         |             |             |  |
|                | Marie-Jeanne Brau          | LT-LNÉ         | 1 030        | 2,99         |             |             |  |
|                | Marie-Thérèse Roberti      | Divers         | 917          | 2,99         |             |             |  |
|                | André Demarqc              | Extrême droite | 239          | 2,99         |             |             |  |
|                | Gérard Belloc              | Divers droite  | 83           | 0,00         |             |             |  |
|                | André Fernandez            | Divers         | 2            | 0,00         |             |             |  |
|                |                            |                |              |              |             |             |  |
| Inscrits       | Inscrits                   | Inscrits       | 72 326       | 100,00       | 72 321      | 100,00      |  |
| Abstentions    | Abstentions                | Abstentions    | 20 745       | 28,68        | 18 233      | 25,21       |  |
| Votants        | Votants                    | Votants        | 51 581       | 71,32        | 54 088      | 74,79       |  |
| Blancs et nuls | Blancs et nuls             | Blancs et nuls | 3 021        | 5,86         | 3 198       | 5,91        |  |
| Exprimés       | Exprimés                   | Exprimés       | 48 560       | 94,14        | 50 890      | 94,09       |  |

Le suppléant de Jean-Claude Bireau était Robert Barrière, viticulteur à Pessac-sur-Dordogne.

### Élections de 1997
| Candidat       | Candidat                   | Parti          | Premier tour | Premier tour | Second tour | Second tour |  |
| Candidat       | Candidat                   | Parti          | Voix         | %            | Voix        | %           |  |
| -------------- | -------------------------- | -------------- | ------------ | ------------ | ----------- | ----------- |  |
|                | Gilbert Mitterrand élu     | PS             | 19 592       | 39,61        | 28 818      | 55,76       |  |
|                | Jean-Claude Bireau sortant | RPR            | 15 300       | 30,93        | 22 865      | 44,24       |  |
|                | Jacques Labégorre          | FN             | 6 980        | 14,11        |             |             |  |
|                | Annie Namin                | PCF            | 3 470        | 7,02         |             |             |  |
|                | Joël Rousset               | Les Verts      | 1 385        | 2,8          |             |             |  |
|                | Marie-Thérèse Roberti      | MÉI            | 1 331        | 2,69         |             |             |  |
|                | Philippe Garello           | US4J           | 858          | 1,73         |             |             |  |
|                | Jean-Claude Bossuet        | Divers         | 547          | 1,11         |             |             |  |
|                |                            |                |              |              |             |             |  |
| Inscrits       | Inscrits                   | Inscrits       | 72 186       | 100,00       | 72 153      | 100,00      |  |
| Abstentions    | Abstentions                | Abstentions    | 20 107       | 27,85        | 17 368      | 24,07       |  |
| Votants        | Votants                    | Votants        | 52 079       | 72,15        | 54 785      | 75,93       |  |
| Blancs et nuls | Blancs et nuls             | Blancs et nuls | 2 616        | 5,02         | 3 102       | 5,66        |  |
| Exprimés       | Exprimés                   | Exprimés       | 49 463       | 94,98        | 51 683      | 94,34       |  |

Le suppléant de Gilbert Mitterrand était Michel Jouanno, maire de Castillon-la-Bataille.

### Élections de 2002
| Candidat       | Candidat                   | Parti            | Premier tour | Premier tour | Second tour | Second tour |  |
| Candidat       | Candidat                   | Parti            | Voix         | %            | Voix        | %           |  |
| -------------- | -------------------------- | ---------------- | ------------ | ------------ | ----------- | ----------- |  |
|                | Gilbert Mitterrand sortant | PS               | 17 240       | 34,96        | 22 855      | 48,84       |  |
|                | Jean-Paul Garraud élu      | UMP              | 11 952       | 24,24        | 23 941      | 51,16       |  |
|                | Jean-François Moniot       | UDF              | 6 788        | 13,77        |             |             |  |
|                | Michel Tricot              | FN               | 5 171        | 10,49        |             |             |  |
|                | Michel Massias             | CPNT             | 1 904        | 3,86         |             |             |  |
|                | Christophe Robin           | Divers droite    | 1 328        | 2,69         |             |             |  |
|                | Patrick Aubisse            | PCF              | 1 083        | 2,2          |             |             |  |
|                | Marie-Françoise Lacrouts   | Les Verts        | 945          | 1,92         |             |             |  |
|                | Jean-Marc Roux             | Divers           | 737          | 1,49         |             |             |  |
|                | Christine Héraud           | LCR              | 522          | 1,06         |             |             |  |
|                | Maryse Auzière             | LO               | 477          | 0,97         |             |             |  |
|                | Gaëlle Maidon              | Pôle républicain | 320          | 0,65         |             |             |  |
|                | Éliane Peynaud             | MNR              | 258          | 0,52         |             |             |  |
|                | Claude Peyrou              | MÉI              | 228          | 0,46         |             |             |  |
|                | Pierre Freyssinel          | Divers           | 204          | 0,41         |             |             |  |
|                | Frédérique Rigal           | ND               | 96           | 0,19         |             |             |  |
|                | Daniel Duclos              | Divers           | 59           | 0,12         |             |             |  |
|                |                            |                  |              |              |             |             |  |
| Inscrits       | Inscrits                   | Inscrits         | 74 283       | 100,00       | 74 278      | 100,00      |  |
| Abstentions    | Abstentions                | Abstentions      | 23 907       | 32,18        | 25 492      | 34,32       |  |
| Votants        | Votants                    | Votants          | 50 376       | 67,82        | 48 786      | 65,68       |  |
| Blancs et nuls | Blancs et nuls             | Blancs et nuls   | 1 064        | 2,11         | 1 990       | 4,08        |  |
| Exprimés       | Exprimés                   | Exprimés         | 49 312       | 97,89        | 46 796      | 95,92       |  |

Le suppléant de Jean-Paul Garraud était Jean-Pierre Chalard, maire de Pineuilh, directeur d'agence bancaire retraité.

### Élections de 2007
| Candidat       | Candidat                        | Parti          | Premier tour | Premier tour | Second tour | Second tour |  |
| Candidat       | Candidat                        | Parti          | Voix         | %            | Voix        | %           |  |
| -------------- | ------------------------------- | -------------- | ------------ | ------------ | ----------- | ----------- |  |
|                | Jean-Paul Garraud sortant réélu | UMP            | 21 887       | 44,66        | 25 360      | 51,52       |  |
|                | Philippe Plisson                | PS             | 15 368       | 31,36        | 23 861      | 48,48       |  |
|                | Josette Daniel                  | UDF–MoDem      | 2 641        | 5,39         |             |             |  |
|                | Anne-Christine Royal            | FN             | 2 545        | 5,19         |             |             |  |
|                | Joël Rousset                    | Les Verts      | 1 629        | 3,32         |             |             |  |
|                | Pierre Guilloneau               | LCR            | 1 206        | 2,46         |             |             |  |
|                | Laurent Philippot               | CPNT           | 1 146        | 2,34         |             |             |  |
|                | Patrick Aubisse                 | PCF            | 1 058        | 2,16         |             |             |  |
|                | Maryse Auzière                  | LO             | 469          | 0,96         |             |             |  |
|                | Daniel Zollet                   | MPF            | 450          | 0,92         |             |             |  |
|                | Olivier Bratsch                 | Divers         | 371          | 0,76         |             |             |  |
|                | Claude Rey                      | MNR            | 239          | 0,49         |             |             |  |
|                |                                 |                |              |              |             |             |  |
| Inscrits       | Inscrits                        | Inscrits       | 78 587       | 100,00       | 78 583      | 100,00      |  |
| Abstentions    | Abstentions                     | Abstentions    | 28 618       | 36,42        | 27 825      | 35,41       |  |
| Votants        | Votants                         | Votants        | 49 969       | 63,58        | 50 758      | 64,59       |  |
| Blancs et nuls | Blancs et nuls                  | Blancs et nuls | 960          | 1,92         | 1 537       | 3,03        |  |
| Exprimés       | Exprimés                        | Exprimés       | 49 009       | 98,08        | 49 221      | 96,97       |  |

### Élections de 2012
| Candidat       | Candidat                    | Parti          | Premier tour | Premier tour | Second tour | Second tour |  |
| Candidat       | Candidat                    | Parti          | Voix         | %            | Voix        | %           |  |
| -------------- | --------------------------- | -------------- | ------------ | ------------ | ----------- | ----------- |  |
|                | Florent Boudié élu          | PS             | 17 313       | 36,96        | 24 992      | 54,60       |  |
|                | Jean-Paul Garraud sortant   | UMP            | 15 094       | 32,22        | 20 785      | 45,40       |  |
|                | Gérard Anne-Christine Royal | RBM (FN)       | 7 374        | 15,74        |             |             |  |
|                | Marie-Laurence Arnaud       | FG (PG) (PCF)  | 2 654        | 5,67         |             |             |  |
|                | Pascal Bourgois             | EÉLV           | 1 519        | 3,24         |             |             |  |
|                | Marie-Thérèse Alonso        | AÉI            | 952          | 2,03         |             |             |  |
|                | François Mas                | MRC            | 776          | 1,66         |             |             |  |
|                | Françoise Lorblancher       | PCD            | 276          | 0,59         |             |             |  |
|                | Francisca Loembet           | DLR            | 258          | 0,55         |             |             |  |
|                | Virginie Dole               | NPA            | 257          | 0,55         |             |             |  |
|                | Monique Oratto              | LO             | 192          | 0,41         |             |             |  |
|                | Marie-José Marcelli         | MNR            | 175          | 0,37         |             |             |  |
|                | Laurent Saint-Huile         | PVB            | 0            | 0,00         |             |             |  |
|                |                             |                |              |              |             |             |  |
| Inscrits       | Inscrits                    | Inscrits       | 78 548       | 100,00       | 78 529      | 100,00      |  |
| Abstentions    | Abstentions                 | Abstentions    | 30 873       | 39,3         | 30 999      | 39,47       |  |
| Votants        | Votants                     | Votants        | 47 675       | 60,7         | 47 530      | 60,53       |  |
| Blancs et nuls | Blancs et nuls              | Blancs et nuls | 835          | 1,75         | 1 753       | 3,69        |  |
| Exprimés       | Exprimés                    | Exprimés       | 46 840       | 98,25        | 45 777      | 96,31       |  |

### Elections de 2017
Les élections législatives se sont déroulées les dimanches 11 et 18 juin 2017.
|                                                                           |                                                         |                           |                           |                          |                          |
|                                                                           |                                                         | Premier tour 11 juin 2017 | Premier tour 11 juin 2017 | Second tour 18 juin 2017 | Second tour 18 juin 2017 |
|                                                                           |                                                         |                           |                           |                          |                          |
|                                                                           |                                                         | Nombre                    | % des inscrits            | Nombre                   | % des inscrits           |
| Inscrits                                                                  | Inscrits                                                | 80 807                    | 100,00                    | 80 799                   | 100,00                   |
| Abstentions                                                               | Abstentions                                             | 39 213                    | 48,53                     | 44 708                   | 55,33                    |
| Votants                                                                   | Votants                                                 | 41 594                    | 51,47                     | 36 091                   | 44,67                    |
|                                                                           |                                                         |                           | % des votants             |                          | % des votants            |
| Bulletins blancs                                                          | Bulletins blancs                                        | 478                       | 1,15                      | 2 624                    | 7,27                     |
| Bulletins nuls                                                            | Bulletins nuls                                          | 376                       | 0,90                      | 1 400                    | 3,88                     |
| Suffrages exprimés                                                        | Suffrages exprimés                                      | 40 740                    | 97,95                     | 32 067                   | 88,85                    |
|                                                                           |                                                         |                           |                           |                          |                          |
| Candidat Étiquette politique (partis et alliances)                        | Candidat Étiquette politique (partis et alliances)      | Voix                      | % des exprimés            | Voix                     | % des exprimés           |
|                                                                           |                                                         |                           |                           |                          |                          |
|                                                                           | Florent Boudié (député sortant) La République en marche | 16 408                    | 40,27                     | 21 772                   | 67,90                    |
|                                                                           | Sandrine Chadourne Front national                       | 6 474                     | 15,89                     | 10 295                   | 32,10                    |
|                                                                           | Jean-Paul Garraud Les Républicains                      | 6 323                     | 15,52                     |                          |                          |
|                                                                           | Eloïse Bajou La France insoumise                        | 5 370                     | 13,18                     |                          |                          |
|                                                                           | Antoine Garanto Parti socialiste                        | 2 014                     | 4,94                      |                          |                          |
|                                                                           | Agnès Séjournet Europe Écologie Les Verts               | 1 576                     | 3,87                      |                          |                          |
|                                                                           | Charles Pouvreau Union des démocrates et indépendants   | 1 366                     | 3,35                      |                          |                          |
|                                                                           | Julien Delamorte Debout la France                       | 473                       | 1,16                      |                          |                          |
|                                                                           | Gaëlle Génin Lutte ouvrière                             | 306                       | 0,75                      |                          |                          |
|                                                                           | Jacqueline Moulard Divers (Parti du vote blanc)         | 244                       | 0,60                      |                          |                          |
|                                                                           | Nolwenn Lamothe Divers (Union populaire républicaine)   | 186                       | 0,46                      |                          |                          |
| Source : Ministère de l'Intérieur - Dixième circonscription de la Gironde |                                                         |                           |                           |                          |                          |

### Élections de 2022
| Résultats des élections législatives des 12 et 19 juin 2022 de la 10e circonscription de Gironde |                          |                          |                          |              |              |             |             |
| Candidat                                                                                         | Candidat                 | Parti et coalition       | Nuance                   | Premier tour | Premier tour | Second tour | Second tour |
| Candidat                                                                                         | Candidat                 | Parti et coalition       | Nuance                   | Voix         | %            | Voix        | %           |
|                                                                                                  | Florent Boudié           | LREM (ENS)               | ENS                      | 13 565       | 32,70        | 19 581      | 53,26       |
|                                                                                                  | Sandrine Chadourne       | RN                       | RN                       | 11 628       | 28,03        | 17 185      | 46,74       |
|                                                                                                  | Pascal Bourgois,         | EÉLV (NUPES)             | NUP                      | 9 705        | 23,40        |             |             |
|                                                                                                  | Gonzague Malherbe        | REC                      | REC                      | 2 582        | 6,22         |             |             |
|                                                                                                  | Véronique Planton,       | PRG                      | RDG                      | 2 034        | 4,90         |             |             |
|                                                                                                  | Amélie Guilbert          | PA                       | ECO                      | 606          | 1,46         |             |             |
|                                                                                                  | Catherine Fleury         | DLF (UPF)                | DSV                      | 593          | 1,43         |             |             |
|                                                                                                  | Hélène Halbin            | LO                       | DXG                      | 507          | 1,22         |             |             |
|                                                                                                  | Angélique Dejong-Pauss   | SE                       | DIV                      | 262          | 0,63         |             |             |
|                                                                                                  | Muriel Bernard           | SE                       | DVG                      | 0            | 0,00         |             |             |
| Votes valides                                                                                    | Votes valides            | Votes valides            | Votes valides            | 41 482       | 97,35        | 36 766      | 90,06       |
| Votes blancs                                                                                     | Votes blancs             | Votes blancs             | Votes blancs             | 781          | 1,83         | 2 961       | 7,25        |
| Votes nuls                                                                                       | Votes nuls               | Votes nuls               | Votes nuls               | 347          | 0,81         | 1 096       | 2,68        |
| Total                                                                                            | Total                    | Total                    | Total                    | 42 610       | 100          | 40 823      | 100         |
| Abstention                                                                                       | Abstention               | Abstention               | Abstention               | 40 667       | 48,83        | 42 467      | 50,99       |
| Inscrits / participation                                                                         | Inscrits / participation | Inscrits / participation | Inscrits / participation | 83 277       | 51,17        | 83 290      | 49,01       |

### Élections de 2024
| Candidat                 | Candidat                 | Parti et coalition       | Nuance                   | Premier tour | Premier tour | Second tour | Second tour |
| Candidat                 | Candidat                 | Parti et coalition       | Nuance                   | Voix         | %            | Voix        | %           |
| ------------------------ | ------------------------ | ------------------------ | ------------------------ | ------------ | ------------ | ----------- | ----------- |
|                          | Sandrine Chadourne       | RN                       | RN                       | 25 037       | 43,80        | 26 555      | 47,83       |
|                          | Florent Boudié           | RE (ENS)                 | ENS                      | 17 128       | 29,96        | 28 960      | 52,17       |
|                          | Pascal Bourgois          | LÉ (NFP)                 | UG                       | 13 885       | 24,29        | Retrait     | Retrait     |
|                          | Hélène Halbin            | LO                       | EXG                      | 1 117        | 1,95         |             |             |
|                          |                          |                          |                          |              |              |             |             |
| Votes valides            | Votes valides            | Votes valides            | Votes valides            | 57 167       | 96,83        | 55 515      | 94,53       |
| Votes blancs             | Votes blancs             | Votes blancs             | Votes blancs             | 1 267        | 2,15         | 2 365       | 4,03        |
| Votes nuls               | Votes nuls               | Votes nuls               | Votes nuls               | 605          | 1,02         | 847         | 1,44        |
| Total                    | Total                    | Total                    | Total                    | 59 039       | 100          | 58 727      | 100         |
| Abstention               | Abstention               | Abstention               | Abstention               | 24 550       | 29,37        | 24 893      | 29,77       |
| Inscrits / participation | Inscrits / participation | Inscrits / participation | Inscrits / participation | 83 589       | 70,63        | 83 620      | 70,23       |